# Edwardsia delapiae
Edwardsia delapiae is een zeeanemonensoort uit de familie Edwardsiidae. Edwardsia delapiae werd in 1928 voor het eerst wetenschappelijk beschreven door Carlgren & Stephenson. Deze soort is vernoemd naar zijn ontdekker, Maude Delap

## Beschrijving
Deze soort zeeanemoon heeft een langwerpige zuil; verdeeld in scapus en scapulus. Er zijn 16 tentakels gerangschikt in twee gelijke cycli van 8. De tentakels zijn transparant, met een witte ring aan de basis en soms een beetje witte verkleuring bij de punt. Kolom tot 80 mm lang wanneer volledig uitgeschoven, overspanning van tentakels tot 40 mm.

## Verspreiding
E. delapiae is alleen bekend uit de omgeving van Valentia Island, zuidwest Ierland. Deze zeeanemoon leeft begraven in modder en strekt zijn tentakels uit over het oppervlak van het substraat.